# Fortunato Manca
Fortunato Manca (* 17. Dezember 1934 in Cagliari, Sardinien; † 16. Dezember 2008 ebenda) war ein italienischer Boxer. Er war Europameister und italienischer Meister der Berufsboxer im Weltergewicht.

## Werdegang
Fortunato Manca, ein Sarde aus Cagliari, begann im Alter von 14 Jahren mit dem Boxen. Nach einer kurzen Amateurzeit, aus der keine herausragenden Erfolge bekannt sind, wurde er im Alter von 20 Jahren Berufsboxer. Bei einer Größe von 1,65 Metern kämpfte er dabei im Welter- bzw. im Super-Weltergewicht. Es gab seinerzeit viele Weltklasseboxer aus Sardinien, die aber fast alle in den ganz leichten Gewichtsklassen Fliegengewicht, Bantamgewicht oder Federgewicht kämpften. Fortunato Manca bildete als Weltergewichtler dabei eine Ausnahme. Er war ein schlagstarker Kämpfer mit einer herausragenden Physis.
Seinen ersten Kampf als Berufsboxer bestritt er am 16. September 1955 in Mailand und kam dabei zu einem Techn. K.-o.-Sieg in der 6. Runde über seinen Landsmann Luigi Rusano. Im Jahre 1956 konnte er keine Kämpfe bestreiten, weil er seinen Militärdienst ableisten musste. In den ersten Jahren seiner Laufbahn blieb Fortunato in 37 aufeinander folgenden Kämpfen ungeschlagen. Am 9. August 1958 besiegte er in Cagliari den deutschen Meister dieser Gewichtsklasse Günter Hase nach Punkten.
Am 1. Mai 1960 kämpfte er in Cagliari gegen Bruno Visintin, der Titelverteidiger war, um den italienischen Meistertitel im Weltergewicht. Der Kampf endete nach 12 Runden Unentschieden, womit Visintin den Meistertitel behielt. Ein bemerkenswerter Punktsieg gelang Fortunato Manca am 2. September 1961 in Cagliari über Wally Swift, damals Britischer und Commonwealth-Champion und späterer Europameister. Kurios verlief sein Kampf gegen den Franzosen Maurice Devilliers am 4. November 1961 in Cagliari, denn dieser Kampf musste wegen wolkenbruchartiger Regenfälle ohne Ergebnis abgebrochen werden. Am 15. Juli 1962 erhielt Fortunato Manca die Chance, in Cagliari gegen seinen Landsmann Duilio Loi um die Europameisterschaft zu boxen. In einem harten Kampf, in dem beide Boxer über 15 Runden bis an die Grenze ihres Leistungsvermögens gingen, gewann Loi diesen Kampf knapp nach Punkten. Am 14. Dezember 1962 siegte Fortunato Manca im Palazzetto dello Sport in Rom im Kampf um den vakanten italienischen Meistertitel im Weltergewicht über Ferdinando Proietti nach 12 Runden nach Punkten und gewann damit seinen ersten Meistertitel als Profiboxer.
Am 3. April 1964 verteidigte er diesen Meistertitel in Turin mit einem Techn. K.-o.-Sieg in der 7. Runde über Franco Nenci. Am 9. Oktober 1964 gewann Fortunato Manca im Pallazetto dello Sport in Rom den Europameistertitel im Weltergewicht mit einem Techn. K.-o.-Sieg in der 6. Runde über den Franzosen François Pavilla. Am 11. Dezember 1964 erhielt er dann die Chance im Pallazetto dello Sport in Rom gegen den Titelträger Sandro Mazzinghi um den WBC- und WBA-Weltmeistertitel im Superweltergewicht zu kämpfen. Er verlor diesen Kampf nach 15 Runden nach Punkten. 
Am 23. April 1965 boxte Fortunato Manca in Rom in einem Nicht-Titelkampf gegen den farbigen US-Amerikaner Curtis Cokes und verlor diesen Kampf nach 10 Runden nach Punkten. Curtis Cokes war ein Weltergewichtler, der seinerzeit über einen ungewöhnlich harten Punch (Schlag) verfügte und deshalb kaum mehr Gegner fand. Umso bemerkenswerter, dass sich Fortunato Manca diesem Gegner stellte. Curtis Cokes wurde nach diesem Kampf auch Weltmeister und behielt diesen Titel über drei Jahre lang. Schon wenige Wochen nach diesem Kampf verteidigte Fortunato Manca am 2. Juni 1965 in Madrid seinen EBU-Europameistertitel im Weltergewicht durch einen K.-o.-Sieg in der 3. Runde über Carmelo Garcia, Spanien.
Am 31. August 1965 nahm Fortunato Manca ein Kampfangebot aus Thailand an und siegte in Bangkok im Weltergewicht über Apidej Sithiran nach Punkten. Nach diesem Kampf wurde bei ihm eine beginnende Netzhautablösung an den Augen festgestellt. Um dem Risiko einer Erblindung zu entgehen, beendete Fortunato Manca nach diesem Kampf seine Boxerkarriere.
Nach dem Ende dieser Karriere lebte er in Monserrato bei Cagliari und betrieb dort ein Box-Studio, in dem er sich vor allem um die Ausbildung von Jugendlichen kümmerte. Außerdem widmete er sich der Malerei und brachte es auch auf diesem Gebiet zur Meisterschaft.

### Titelkämpfe als Profiboxer
| Jahr | Ort      | Meistertitel          | Gewichtsklasse | Ergebnis                                                           |
| 1960 | Cagliari | von Italien           | Welter         | unentschieden nach 12 Runden gegen Bruno Visintin                  |
| 1962 | Cagliari | von Europa (EBU)      | Welter         | Punktniederlage nach 15 Runden gegen Duilio Loi                    |
| 1962 | Rom      | von Italien           | Welter         | Punktsieg nach 12 Runden über Ferdinando Proietti, Italien         |
| 1964 | Turin    | von Italien           | Welter         | Techn. K.O.-Sieg in der 7. Runde über Franco Nenci                 |
| 1964 | Rom      | von Europa (EBU)      | Welter         | Techn. K.O.-Sieg in der 6. Runde über François Pavilla, Frankreich |
| 1964 | Rom      | der Welt (WBC u. WBA) | Superwelter    | Punktniederlage nach 15 Runden gegen Sandro Mazzinghi, Italien     |
| 1965 | Madrid   | von Europa (EBU)      | Welter         | K.O.-Sieg in der 3. Runde über Carmelo Garcia, Spanien             |

Erläuterungen
- EBU = Europäische Box-Union, WBC = World-Boxing-Council, WBA = World-Boxing-Association
- Linksausleger = Schlaghand ist die rechte Hand